# Nécropole de Varna
 (octobre 2024).
La nécropole de Varna est un groupement de nombreuses tombes dans la ville de Varna à l'est de la Bulgarie, au bord de la mer Noire. Cet ensemble de sépultures contient les objets d'or les plus anciens jamais découverts à ce jour : entre 4600 et 4200 ans av. J.-C.

## Histoire

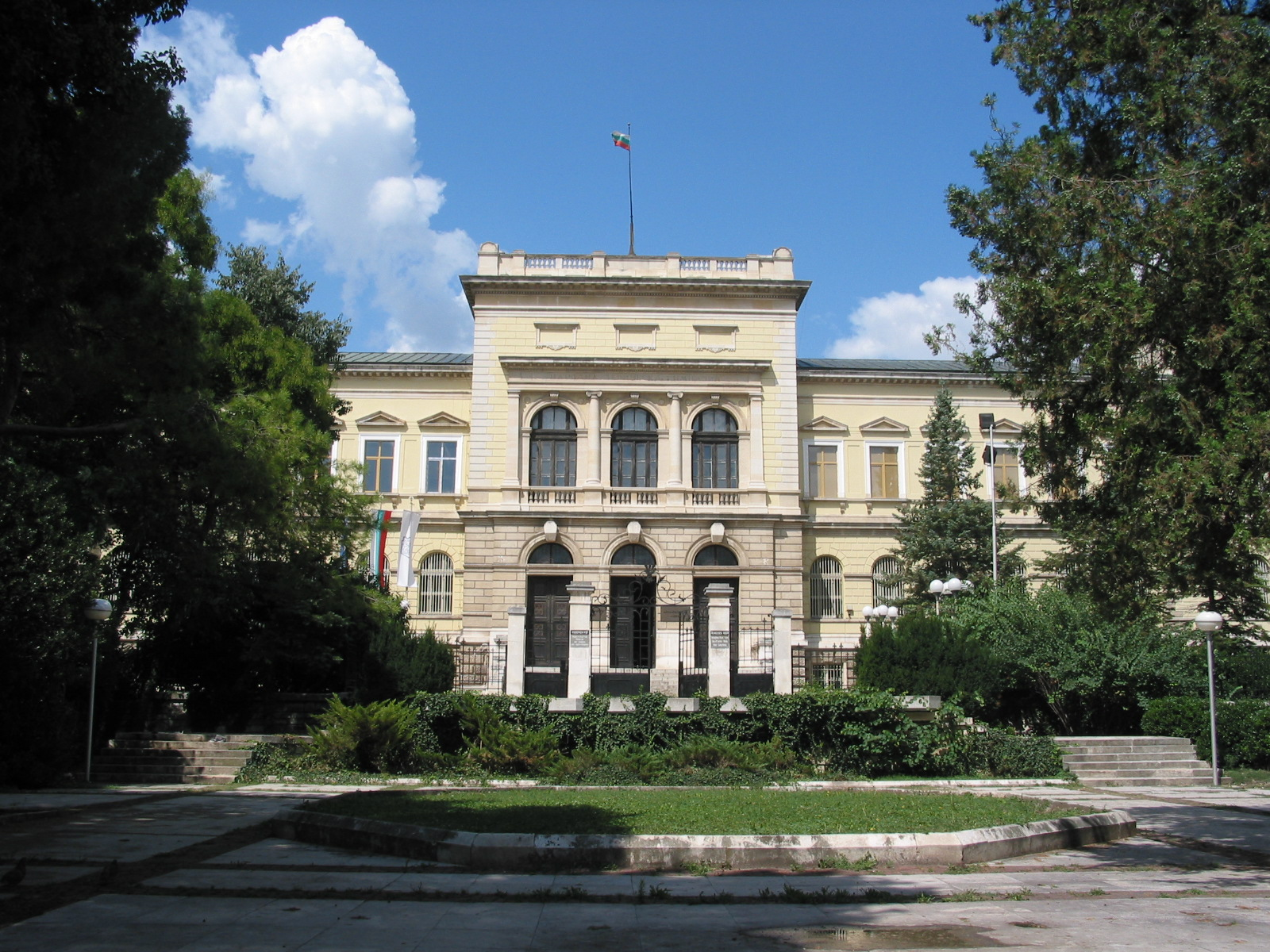
Musée de Varna

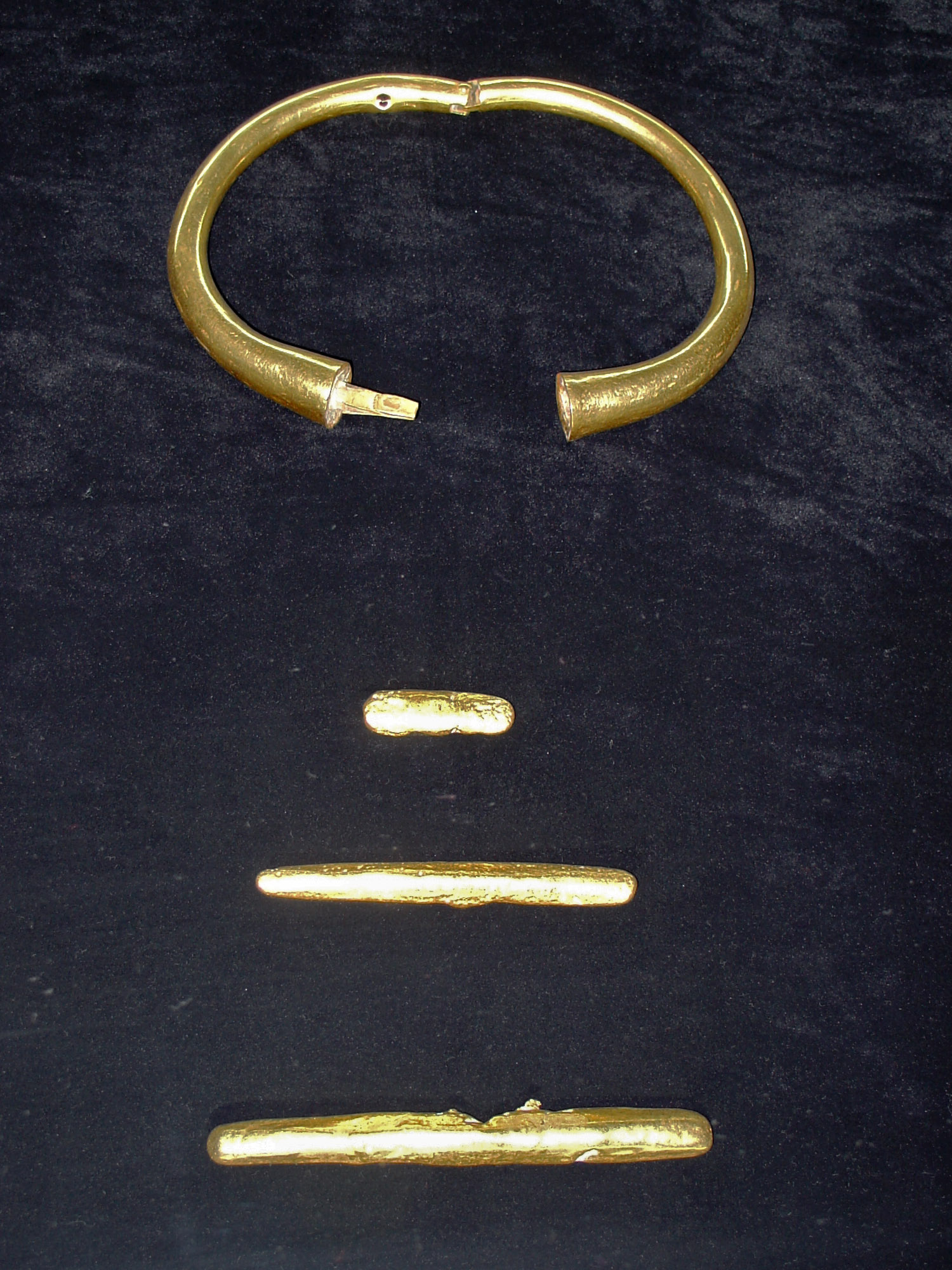
Or de Varna

Cette nécropole est riche en artéfacts archéologiques car elle se trouve sur un site occupé sur une longue période : 
- Aux âges de bronze et de fer : les Thraces ;
- au VIe siècle av. J.-C. : fondation d'Odessos par les Grecs ;
- au Ier siècle : les Romains ;
- au IVe siècle : le début du christianisme ;
- au VIIe siècle : Les premiers Bulgares.

Il y a été retrouvé de nombreux vestiges de l’époque préhistorique (Néolithique, Chalcolithique) sur une surface de 3 500 m².
La nécropole est découverte en 1972 à côté du lac de Varna ; des fouilles y ont été menées par M. Lazarov et I. Ivanov de 1972 à 1979, mettant au jour près de 280 tombes et conduisant à la découverte de nombreuses pièces : bijoux (bracelet, colliers de perles, diadèmes, parures raffinées, les deux parties d’une ceinture), monnaies, armes et outils (sceptres en or, haches et pointes de javelot), céramiques finement décorées, notamment un réchaud. En 2016, 293 tombes sont répertoriées.
Des plaques à l’effigie d’animaux ont été retrouvées, qui sont sans doute des objets d'un culte lié à l’élevage, ainsi que des applications convexes demi-rondes ou rondes pour le culte du soleil.
Plus de 3000 objets furent inventoriés, représentant plus de 6 kg d'or.
En octobre 2007, une nécropole d'époque romaine a été découverte avec trois sarcophages du IIe siècle.
On a aussi découvert des lames de silex de 45 cm. Leur excellent état montre qu'il ne s'agissait pas d'outils mais plutôt de marques d’un statut social élevé.

## Pratique funéraire
Avec ce site, les pratiques funéraires de l’époque ont pu être étudiées ; on note notamment la présence :
- des tombes symboliques, dites cénotaphes, ne contenant pas de squelette mais différents objets avec dans trois cas une tête d'argile,
- de tombes à inhumation allongée sur le dos (généralement pour les hommes),
- de tombes plus classiques pour l’époque avec des corps en position repliée[3].

Ces tombes sont des fosses rectangulaires à même la terre, sans aménagements particuliers. Seuls leurs angles sont arrondis. Elles mesurent près de deux mètres, contre un seul mètre dans les sites connus de même époque, et sont tournées suivant deux directions principales.

## Civilisation

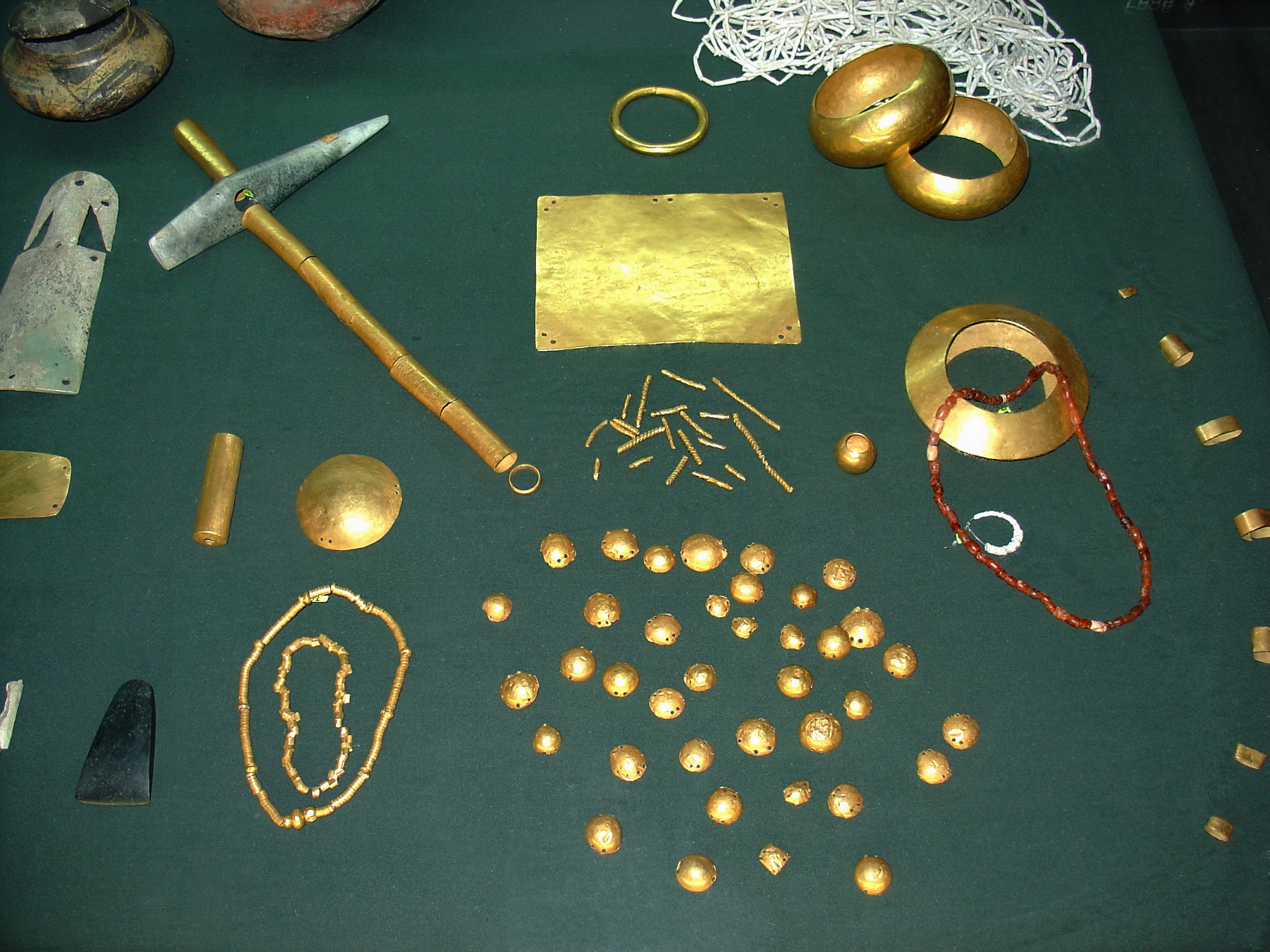
Or de Varna

Les archéologues rattachent habituellement la nécropole de Varna à la culture de Gumelnița-Karanovo VI.
La présence de grandes richesses dans certaines tombes indique que quelques individus devaient détenir des pouvoirs politiques ou commerciaux importants ; l’un d’eux portait un sceptre. Dans sa tombe, dite du chef, furent retrouvés 1,5 kg d’or et bien d’autres objets. Ceci tend à montrer que la culture de Varna était hiérarchisée, avec des revenus inégalitaires.
Cette société paraît très en avance pour l'époque par rapport au reste de l'Europe : elle maîtrisait le travail des métaux (l’or et le cuivre) là où d'autres cultures d'Europe étaient encore dans une phase de Néolithique, voire de néolithisation. De plus, le fait de trouver l’or en grande quantité et en qualité est la preuve que cette activité était organisée, ainsi que des échanges de longues distances pour l'approvisionnement en minerai. Une partie de cette production était tournée vers des activités commerciales de type troc, comme le montre la présence de parures en coquillages sur le site.

## Le musée d'archéologie de Varna
Fondé en 1901, le musée archéologique de Varna a ouvert ses portes au public en 1906. La collection actuelle comprend plus de 60 000 artefacts témoignant de toutes les occupations du territoire depuis le Paléolithique (dès 100 000 ans avant le présent) jusqu'en l'an 1700.

## Sources
- Musée archéologique de Varna (en)
- Musée de Varna
- Laurence Manolakakis: Les industries lithiques énéolithiques de Bulgarie: Die kupferzeitliche Steinbearbeitung in Bulgarien (Internationale Archäologie), Marie Leidorf, 2005.
- The Lost World of Old Europe, catalogue d'exposition: https://e-edu.nbu.bg/pluginfile.php/586999/mod_resource/content/1/Anthony%20et%20al%20ed_2010_The%20Lost%20World%20of%20Old%20Europe%20Catalogue.pdf